# Wrexie Leonard
Wrexie Leonard (15 de setembre de 1867 - 9 de novembre de 1937), també coneguda com a Louise Leonard, va ser una astrònoma nord-americana que va treballar com a ajudant de Percival Lowell i va publicar les seves observacions de Mart. Un cràter de Venus porta el seu nom.

## Biografia

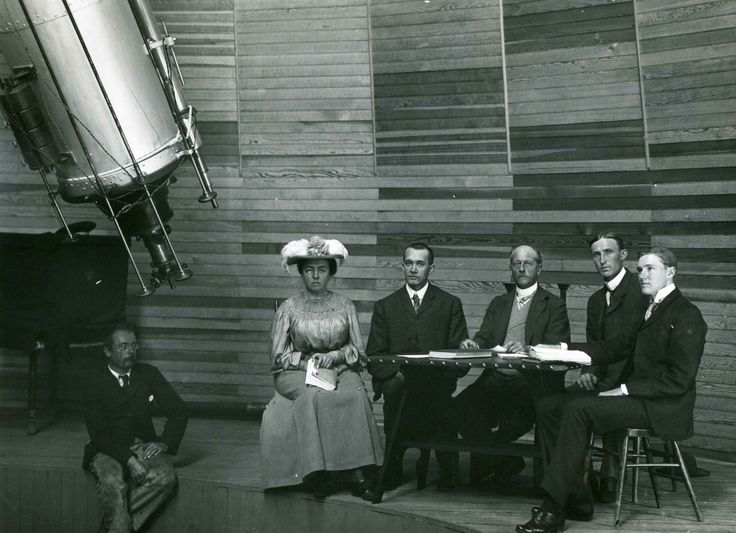
Al Telescopi Clark el 1905

Wrexie Louise Leonard es va criar a Troia, Pennsilvània, i més tard es va traslladar a Boston. Va ser secretària privada i assistent de l'astrònom Percival Lowell durant més de dues dècades, des de 1883 fins a la mort de Lowell el 1916. El 1895, va viatjar a Àfrica amb Lowell per buscar un lloc per a un nou observatori, que més tard es va establir a Flagstaff, Arizona.
Leonard va dirigir la correspondència de Lowell, va editar els seus articles i discursos, i va viatjar amb ell per tot arreu. Es va quedar a càrrec de l'observatori Lowell Observatory a Flagstaff durant les seves absències. Va realitzar observacions astronòmiques a l'observatori d'Arizona, després d'haver estat construït en 1894, estudiant els planetes Mercuri, Venus, Júpiter, i especialment Mart. Els llibres de registre de l'observatori mostren que "WLL" va fer observacions amb freqüència en els primers anys, i inclou esbossos que va fer de Mart i Venus. Això indica que estava usant regularment el gran telescopi mig segle abans que fos habitual que ho fessin dones.
També va acompanyar Lowell a Tacubaya, fora de la Ciutat de Mèxic, quan el gran refractor Clark va ser enviat allí el 1896 per una de diverses oposicions de Mart que ella observaria. El 1907 va publicar els seus dibuixos de Mart a Popular Astronomy amb notes sobre el planeta -els seus pics de gel, els 'canals' de Lowell- durant alguns anys en què estava en oposició (1901, 1903, 1905).
El 1904, Leonard va ingressar a la Societé Astronomique de France, llavors un honor inusual per a una dona. També va ser membre honorari de la Societat Astronòmica de Mèxic.
Després de la mort de Lowell en 1916, es va traslladar cap a l'est. Cinc anys més tard, va publicar una profunda memòria, Percival Lowell: An Afterglow. La memòria inclou una selecció d'extractes de la copiosa correspondència entre Leonard i Lowell al llarg dels anys. Va perdre diners en la caiguda de la borsa de 1929 i es va traslladar després a una llar per ancians a Roxbury, Massachusetts.

## Llegat
El cràter de Venus, Leonard, de 31,7 quilòmetres (latitud -73,8, longitud 185,2) porta el seu nom.
Leonard va ser la base del personatge Lulu a la novel·la de Jan Millsapps '2014 de Venus on Mars.